# Orvosi vizsgálat
Az orvosi vizsgálat olyan orvosi eljárás, amelyet betegségek, betegségfolyamatok, betegségre való hajlam kimutatására, diagnosztizálására vagy nyomon követésére, illetve a kezelés meghatározására végeznek. Az orvosi vizsgálatokat, mint például a fizikai és vizuális vizsgálatokat, a képalkotó diagnosztikai vizsgálatokat, a genetikai vizsgálatokat, a klinikai kémiával és a molekuláris diagnosztikával kapcsolatos kémiai és sejtelemzéseket jellemzően orvosi környezetben végzik.

## Vizsgálattípusok

### Cél szerint
Az orvosi teszteket céljuk szerint lehet osztályozni, amelyek közül a leggyakoribbak a diagnózis, a szűrés és az értékelés.

#### Diagnosztika
A diagnosztikai vizsgálat olyan eljárás, amelyet a betegség jelenlétének megerősítésére vagy meghatározására végeznek egy betegségre gyanús egyénnél, általában a tünetek bejelentését követően vagy más orvosi vizsgálati eredmények alapján. Ide tartozik a posztumusz diagnózis is. Példák az ilyen vizsgálatokra:
- Nukleáris medicina alkalmazása egy limfómára gyanús beteg vizsgálatára.
- A vércukorszint mérése egy cukorbetegségre gyanús személynél a fokozott vizelési időszakok után.
- Magas lázzal küzdő személy teljes vérképének vizsgálata bakteriális fertőzés kimutatására.
- Monitoring elektrokardiogram leolvasások egy beteg mellkasi fájdalom diagnosztizálására vagy meghatározására bármilyen szív rendellenességek.

#### Szűrés
A szűrővizsgálat olyan orvosi vizsgálatot vagy vizsgálatsorozatot jelent, amelyet arra használnak, hogy egy meghatározott csoporton, például egy népességen, családon vagy munkaerőn belül a betegség jelenlétét kimutassák vagy megjósolják a veszélyeztetett egyéneknél. A szűrővizsgálatokat végezhetik a betegség előfordulásának figyelemmel kísérése, a járványtan kezelése, a megelőzés segítése vagy szigorúan statisztikai céllal.
A szűrések közé tartozik például a TSH szintjének mérése az újszülött vérében a veleszületett pajzsmirigy alulműködés szűrésének részeként, a tüdőrák ellenőrzése olyan nemdohányzó egyéneknél, akik nem szabályozott munkakörnyezetben passzív dohányzásnak vannak kitéve, és a méhnyakrák megelőzésére vagy korai felismerésére szolgáló PAP-kenet szűrés.

#### Monitoring
Egyes orvosi vizsgálatokat az orvosi kezelés előrehaladásának vagy az arra adott válasznak a nyomon követésére használnak.

### Módszer szerint
A legtöbb vizsgálati módszer a következő nagy csoportok valamelyikébe sorolható:
- A beteg megfigyelése, amelyet fényképezhetnek vagy rögzíthetnek.
- Az egyén kórtörténetének felvétele során feltett kérdések
- Fizikai vizsgálat során végzett vizsgálatok
- Radiológiai vizsgálatok, amelyek során például röntgensugarak segítségével képet alkotnak egy testtárgyról. Ezek a vizsgálatok gyakran kontrasztanyag beadásával járnak.
- In vivo diagnosztika, amely a testben végez vizsgálatot, mint pl:
  - Manometria
  - Egy diagnosztikai szer beadása és a szervezet válaszának mérése, mint például a glutén kihívás teszt, a kontrakciós stressz teszt, a hörgők kihívás tesztje, az orális étel kihívás vagy az ACTH stimulációs teszt.
- In vitro diagnosztika, amely szövetmintát vagy testnedveket vizsgál, mint például:
  - Folyékony biopszia
  - Mikrobiológiai tenyésztés, amely a mikrobák jelenlétét vagy hiányát határozza meg a testből vett mintában, és általában a kórokozó baktériumok kimutatására irányul.
  - Genetikai vizsgálat
  - Vércukorszint
  - Májfunkciós vizsgálat
  - Kalciumvizsgálat
  - A vérben lévő elektrolitok, például nátrium, kálium, kreatinin és karbamid vizsgálata.
- A minta helye szerint

Az in vitro vizsgálatok a vizsgált minta helye szerint osztályozhatók, többek között:
Vérvizsgálatok
- - vizeletvizsgálatok, beleértve a vizelet szabad szemmel történő vizsgálatát is
  - székletvizsgálatok, beleértve a széklet szabad szemmel történő vizsgálatát is
  - Köpet (váladék), beleértve a köpet szabad szemmel történő vizsgálatát is.

## Pontosság és precizitás
- Egy laboratóriumi vizsgálat pontossága a valós értékkel való egyezés. A pontosságot a laboratóriumi berendezések referenciaanyaggal történő kalibrálásával és a külső minőség-ellenőrzési programokban való részvétellel maximalizálják.
- Egy teszt pontossága a reprodukálhatósága, amikor ugyanazon a mintán megismétlik. Egy pontatlan teszt az ismételt mérés során nagymértékben eltérő eredményeket ad. A precizitást a laboratóriumban kontrollanyag felhasználásával ellenőrzik.

## Kimutatás és mennyiségi meghatározás
A fizikális vizsgálat során végzett vizsgálatok általában egy tünet vagy jel kimutatására irányulnak, és ezekben az esetekben a tünetet vagy jelet kimutató vizsgálatot pozitív vizsgálatnak, a tünet vagy jel hiányát jelző vizsgálatot pedig negatív vizsgálatnak nevezzük, amint azt az alábbi külön fejezetben részletezzük.Egy célanyag, egy sejttípus vagy más specifikus entitás mennyiségi meghatározása például a legtöbb vérvizsgálat gyakori kimenete. Ez nem csak arra ad választ, hogy a céltárgy jelen van-e vagy nincs, hanem arra is, hogy mennyi van jelen. A vérvizsgálatoknál a mennyiségi meghatározás viszonylag jól specifikált, például tömegkoncentrációban megadva, míg a legtöbb más vizsgálatnál a mennyiségi meghatározás is lehet, bár kevésbé specifikált, például a "nagyon sápadt" jelzése a "kissé sápadt" helyett. Hasonlóképpen, a radiológiai képek technikailag a szövetek radiológiai opacitásának számszerűsítései.
Különösen a kórtörténet felvétele során nincs egyértelmű határ a kimutató vagy számszerűsítő vizsgálat és az egyénre vonatkozó, inkább leíró jellegű információk között. Például az egyén foglalkozására vagy társadalmi életére vonatkozó kérdések tekinthetők olyan teszteknek, amelyek pozitívnak vagy negatívnak tekinthetők a különböző kockázati tényezők jelenlétére vonatkozóan, vagy tekinthetők "csupán" leíró jellegűnek, bár ez utóbbiak legalább olyan fontosak lehetnek klinikai szempontból.

### Pozitív vagy negatív
Egy entitás kimutatására irányuló teszt eredménye lehet pozitív vagy negatív: ennek semmi köze a rossz prognózishoz, hanem inkább azt jelenti, hogy a teszt működött vagy nem, és egy bizonyos értékelt paraméter jelen volt vagy nem. Például egy negatív mellrákszűrő teszt azt jelenti, hogy nem találták az emlőrák jeleit (ami valójában nagyon pozitív a beteg számára).
A tesztek pozitív vagy negatív osztályozása bináris osztályozást ad, aminek eredményeképpen a tesztek bayesi valószínűség- és teljesítménymérése elvégezhető, beleértve az érzékenység és a specificitás számítását is.

### Folyamatos értékek
Azok a tesztek, amelyek eredményei folytonos értékek, mint például a legtöbb vérérték, értelmezhetők úgy, ahogy vannak, vagy egy határérték meghatározásával binárissá alakíthatók, és a teszteredményeket pozitívnak vagy negatívnak lehet minősíteni attól függően, hogy az eredmény értéke magasabb vagy alacsonyabb, mint a határérték.

## Értelmezés
Patognomonikus jel vagy tünet megtalálása esetén szinte biztos, hogy a célállapot jelen van, és a sine qua non jel vagy tünet megtalálásának hiányában szinte biztos, hogy a célállapot nincs jelen. A valóságban azonban egy állapot jelenlétének szubjektív valószínűsége sohasem pontosan 100% vagy 0%, ezért a tesztek célja inkább egy állapot vagy más entitás teszt utáni valószínűségének becslése.
A legtöbb diagnosztikai teszt alapvetően egy referenciacsoportot használ a teljesítményadatok, például a prediktív értékek, valószínűségi arányok és relatív kockázatok megállapításához, amelyeket aztán az egyén teszt utáni valószínűségének értelmezéséhez használnak.
Az egyénre vonatkozó tesztek nyomon követése során az egyénre vonatkozó korábbi tesztek eredményei referenciaként használhatók a későbbi tesztek értelmezéséhez.

## Kockázatok
Egyes orvosi vizsgálati eljárások egészségügyi kockázatokkal járnak, és akár általános érzéstelenítést is igényelnek, mint például a mediastinoszkópia. Más vizsgálatok, mint például a vérvizsgálat vagy a papi kenet, kevés vagy semmilyen közvetlen kockázattal nem járnak. Az orvosi vizsgálatoknak közvetett kockázatai is lehetnek, mint például a vizsgálat okozta stressz, és a (potenciálisan) hamis pozitív vizsgálati eredmény utánkövetéseként kockázatosabb vizsgálatokra lehet szükség. További információért forduljon a bármely vizsgálatot felíró egészségügyi szolgáltatóhoz (beleértve az orvosokat, orvos asszisztenseket és ápolónőket).

## Indikációk
Minden tesztnek megvannak a maga indikációi és ellenjavallatai. Az indikáció a vizsgálat elvégzésének érvényes orvosi oka. Az ellenjavallat olyan érvényes orvosi ok, amely miatt a vizsgálatot nem szabad elvégezni. Például egy alap koleszterinszint-vizsgálat indikált (orvosilag megfelelő) lehet egy középkorú személy számára. Ha azonban ugyanezt a vizsgálatot nemrégiben már elvégezték az adott személyen, akkor a korábbi vizsgálat megléte a vizsgálat ellenjavallata (orvosilag érvényes ok arra, hogy ne végezzék el a vizsgálatot).
Az információs torzítás az a kognitív torzítás, amely arra készteti az egészségügyi szolgáltatókat, hogy olyan vizsgálatokat rendeljenek el, amelyek olyan információt szolgáltatnak, amelyet reálisan nem várnak el vagy nem szándékoznak felhasználni egy orvosi döntés meghozatalához. Az orvosi vizsgálatokat akkor jelzik, ha az általuk előállított információt fel fogják használni. Például a szűrő mammográfia nem indikált (orvosilag nem megfelelő) egy haldokló nő esetében, mert még ha mellrákot is találnak, a nő meghal, mielőtt bármilyen rákkezelés megkezdődhetne.
Leegyszerűsítve, az, hogy egy vizsgálat mennyire indikált egy egyén számára, nagymértékben függ attól, hogy milyen nettó hasznot jelent az adott egyén számára. A vizsgálatokat akkor választják, ha a várható haszon nagyobb, mint a várható kár. A nettó hasznot nagyjából a következőkkel lehet megbecsülni:
{\displaystyle b_{n}=\Delta p\times r_{i}\times (b_{i}-h_{i})-h_{t}}
, ahol:
- bn a vizsgálat elvégzésének nettó haszna
- Λp az abszolút különbség a teszt előtti és utáni állapotok (például betegségek) valószínűsége között, amelyet a teszt várhatóan elér. Az ilyen abszolút különbség egyik fő tényezője magának a tesztnek a teljesítménye, amelyet például az érzékenység és a specificitás vagy a valószínűségi arány segítségével lehet leírni. Egy másik tényező a teszt előtti valószínűség, ahol az alacsonyabb teszt előtti valószínűség alacsonyabb abszolút különbséget eredményez, aminek az a következménye, hogy még a nagyon erős tesztek is alacsony abszolút különbséget érnek el egy egyénnél nagyon valószínűtlen állapotok esetén (például ritka betegségek, ha nincs más jelző jel), de másrészt, hogy még az alacsony teljesítményű tesztek is nagy különbséget tudnak elérni erősen gyanús állapotok esetén. Az ebben az értelemben vett valószínűségeket olyan állapotokkal összefüggésben is figyelembe kell venni, amelyek nem elsődleges célpontjai a tesztnek, mint például a profil-relatív valószínűségek egy differenciáldiagnosztikai eljárásban.
- ri az az arány, hogy a valószínűségi különbségek várhatóan mekkora valószínűségi különbségek eredményeznek változásokat a beavatkozásokban (például a "nincs kezelés" helyett a "kis dózisú orvosi kezelés beadása"). Ha például egy orvosi vizsgálat egyetlen várható hatása az, hogy az egyik betegséget valószínűbbé teszi egy másikhoz képest, de a két betegség kezelése azonos (vagy egyik sem kezelhető), akkor ez a tényező nagyon alacsony, és a vizsgálat valószínűleg értéktelen az egyén számára ebből a szempontból.
- bi a beavatkozásokban bekövetkező változások haszna az egyén számára.
- hi a beavatkozások változásainak az egyénre gyakorolt káros hatása, például az orvosi kezelés mellékhatásai.
- ht maga a vizsgálat által okozott kár.

Néhány további tényező, amely befolyásolja a döntést arról, hogy egy orvosi vizsgálatot el kell-e végezni vagy sem, a következő volt: a vizsgálat költsége, további vizsgálatok elérhetősége, a későbbi vizsgálatokkal való esetleges interferencia (például egy hasi tapintás potenciálisan bélműködést indukál, amelynek hangjai zavarják a későbbi hasi auskultációt), a vizsgálathoz szükséges idő vagy egyéb gyakorlati vagy adminisztratív szempontok. A diagnosztikai vizsgálat lehetséges előnyeit a szükségtelen vizsgálatok és az azokból eredő szükségtelen nyomon követés, sőt esetleg a véletlen leletek szükségtelen kezelése költségeivel szemben is mérlegelni kell.
Bizonyos esetekben az elvégzett vizsgálatok várhatóan semmilyen előnnyel nem járnak a vizsgált személy számára. Ehelyett az eredmények hasznosak lehetnek a statisztikák készítéséhez, hogy javítsák más egyének egészségügyi ellátását. A betegek tájékozott beleegyezést adhatnak olyan orvosi vizsgálatok elvégzéséhez, amelyek más emberek javát szolgálják.

## A beteg elvárásai
Az orvosi vizsgálatok természetével kapcsolatos, fent említett megfontolásokon kívül más tények is vezethetnek tévhitekhez és indokolatlan elvárásokhoz a betegek körében. Ezek közé tartoznak: A különböző laboratóriumok különböző normális referenciatartományokkal rendelkeznek; a tesztek megismétléséből kissé eltérő értékek adódnak; a "normális" értéket egy populáció vizsgálatából származó, haranggörbe mentén elhelyezkedő spektrum határozza meg, nem pedig "racionális, tudományosan megalapozott élettani elvek"; néha a teszteket abban a reményben alkalmazzák, hogy valamit ki lehet deríteni, ami az orvosnak támpontot ad egy adott állapot természetére vonatkozóan; és a képalkotó vizsgálatok téves emberi értelmezésnek vannak kitéve, és "véletlenszerű daganatokat" mutathatnak ki, amelyek többsége "jóindulatú, soha nem okoz tüneteket, és nem igényel további vizsgálatot", bár a klinikusok iránymutatásokat dolgoznak ki annak eldöntésére, hogy mikor kell a véletlenszerű daganatokat diagnosztizálni.

## A jelentés és az értékelés szabványa
Elérhető a QUADAS-2 revíziója.

## Fordítás
Ez a szócikk részben vagy egészben  a   Medical test című angol Wikipédia-szócikk ezen változatának fordításán alapul.  Az eredeti cikk szerkesztőit annak laptörténete sorolja fel. Ez a jelzés csupán a megfogalmazás eredetét és a szerzői jogokat jelzi, nem szolgál a cikkben szereplő információk forrásmegjelöléseként.